# Django Bates

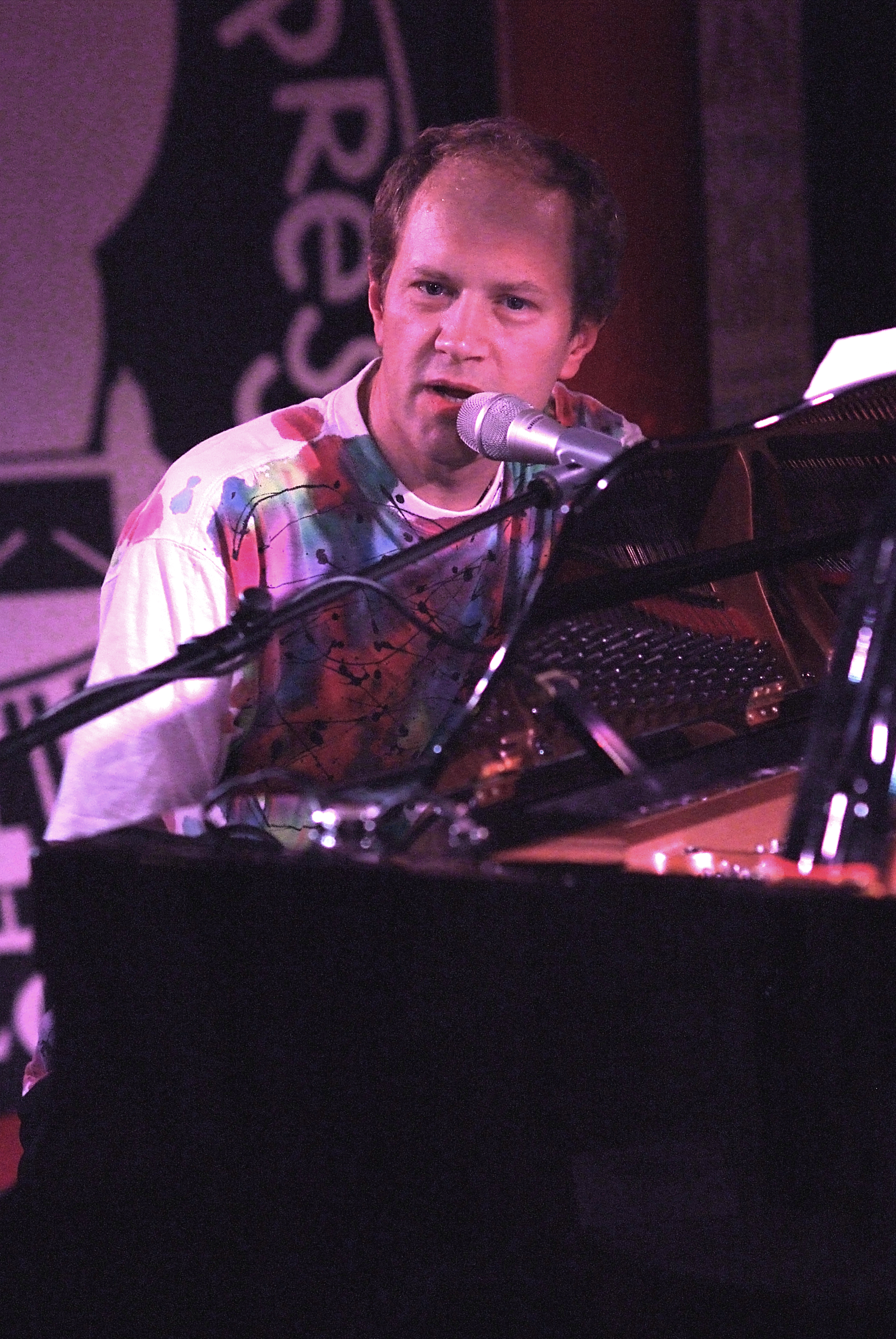
Django Bates; 2007

Leon „Django“ Bates (* 2. Oktober 1960 in Beckenham, England) ist ein britischer Musiker (Piano, Keyboards, Tenorhorn), Komponist und Bandleader des Modern Creative Jazz.

## Leben und Wirken
Bates, der zunächst als Autodidakt Klavier spielte, studierte Klavier, Trompete und Geige (u. a. am Royal College of Music). Zu Beginn der 1980er trat er regelmäßig mit Dudu Pukwanas Zila auf, aber auch bei Harry Beckett. Weiterhin gehörte er zu Bill Brufords Gruppe Earthworks. Mit Julian Argüelles gründete er sein Quartett Human Chain, spielte aber auch im Orchester von George Russell, mit Courtney Pine und in Ken Stubbs’ First House. Bekannt wurde er in den 1980er Jahren mit der britischen Jazzbigband Loose Tubes, für die er ebenso wie Iain Ballamy schrieb. 1990 führte er sein großorchestrales Werk „Music for the Third Policeman“ auf. 1991 gründete er seine eigene Big Band Delightfull Precipe. Er trat weiterhin solistisch hervor, spielte bei George Gruntz, Peter Herborn, Hank Roberts, Tim Berne, mit Sidsel Endresen und mit Josefine Cronholm, mit dem JazzBaltica-Ensemble und mit Linda Sharrock. Anfang der 1990er Jahre war er Mitglied im Dedication Orchestra. Mit Christy Doran, Phil Minton, Fredy Studer und Jamaaladeen Tacuma war er in einem Hendrix-Projekt zu hören. Er lehrt sein einigen Jahren am Rytmisk Musikkonservatorium in Kopenhagen und leitet dort sein StoRMChaser Ensemble, mit dem er 2007 auf dem JazzFest Berlin zu hören war. 2017 legte er das Album Django Bates’ Belovèd: The Study of Touch (ECM) vor. Zeitgleich mit seinem 60-sten Geburtstag erschien im Oktober 2020 das mit seinem Trio Belovèd (Petter Eldh (Bass) und Peter Bruun (Schlagzeug)) und der schwedischen Norrbotten Big Band aufgenommene Album Tenacity (dt.: 'Beharrlichkeit').
Sein Stil als Komponist ist eklektisch und collagenartig. Er verarbeitet Einflüsse von Popmusik bis Punk. Bates steht in der Tradition von Carla Bley und Michael Gibbs, indem er „eine komplizierte Mischung aus triefenden Walzern, Punk-Attitüden, sauren Tontrauben, wirr verzahnten Kontrapunkten und schiefen Chorälen“ verfasst.

## Auszeichnungen
Er wurde bereits 1987 von der Zeitschrift „Wire“ als „bester Komponist“ und 1994 mit dem Prix Bobby Jaspar als „bester europäischer Jazzmusiker“ ausgezeichnet, erhielt 1996 den Mercury Music Award und schließlich 1997 den Jazzpar-Preis. Sein Album Confirmation (2012), ein Charlie Parker Tribute mit Petter Eldh (Bass) und Peter Bruun (Schlagzeug), wurde in The Guardian als herausragend eingestuft.

## Diskographie (Auswahl)

### Mit Django Bates’ Belovèd
Django Bates, Petter Eldh, Peter Bruun
- 2017 – The Study of Touch (ECM)
- 2020 – Tenacity

### Mit First House
Django Bates, Ken Stubbs, Mick Hutton, Martin France
- 1986 – Eréndira (ECM)
- 1989 – Cantilena (ECM)

### Mit Sidsel Endresen
- 1990 – So I Write (ECM)
- 1994 – Exile (ECM)

### Mit Anouar Brahem
Anouar Brahem, Dave Holland, Jack DeJohnette, Django Bates
- 2017 – Blue Maqams (ECM)